# Callicebus donacophilus
Callicebus donacophilus là một loài động vật có vú trong họ Pitheciidae, bộ Linh trưởng. Loài này được d'Orbigny mô tả năm 1836.

## Hình ảnh

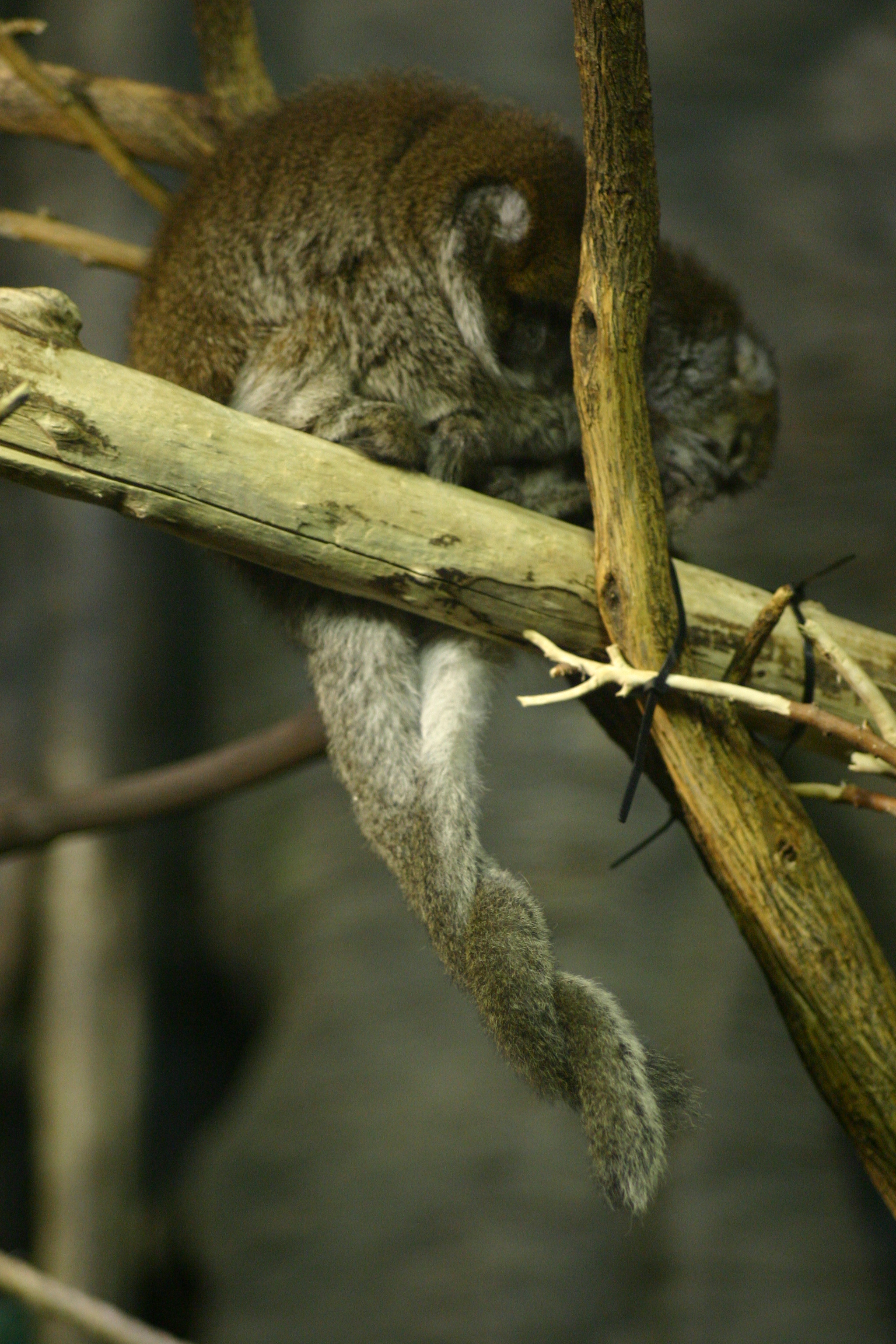
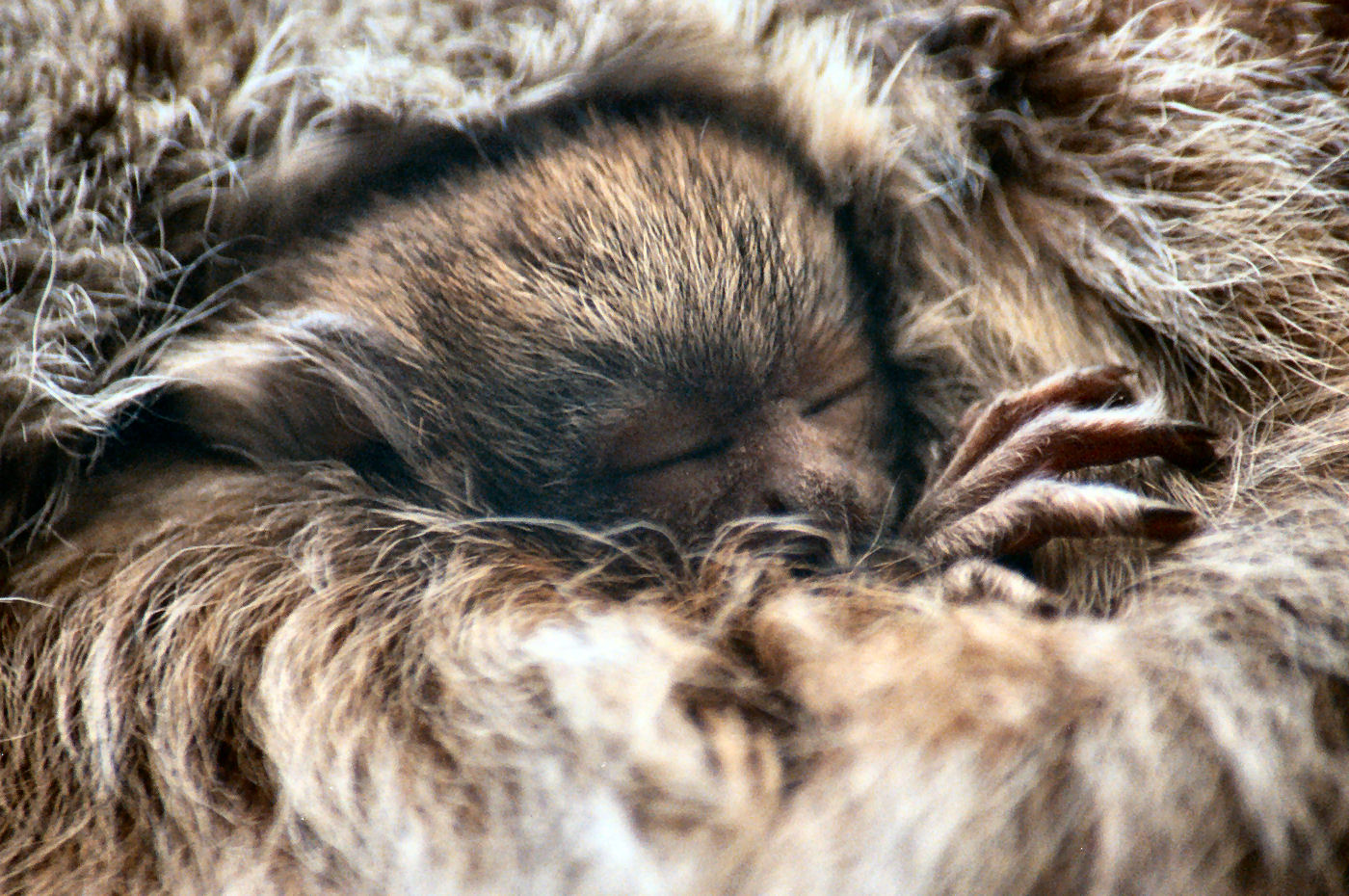
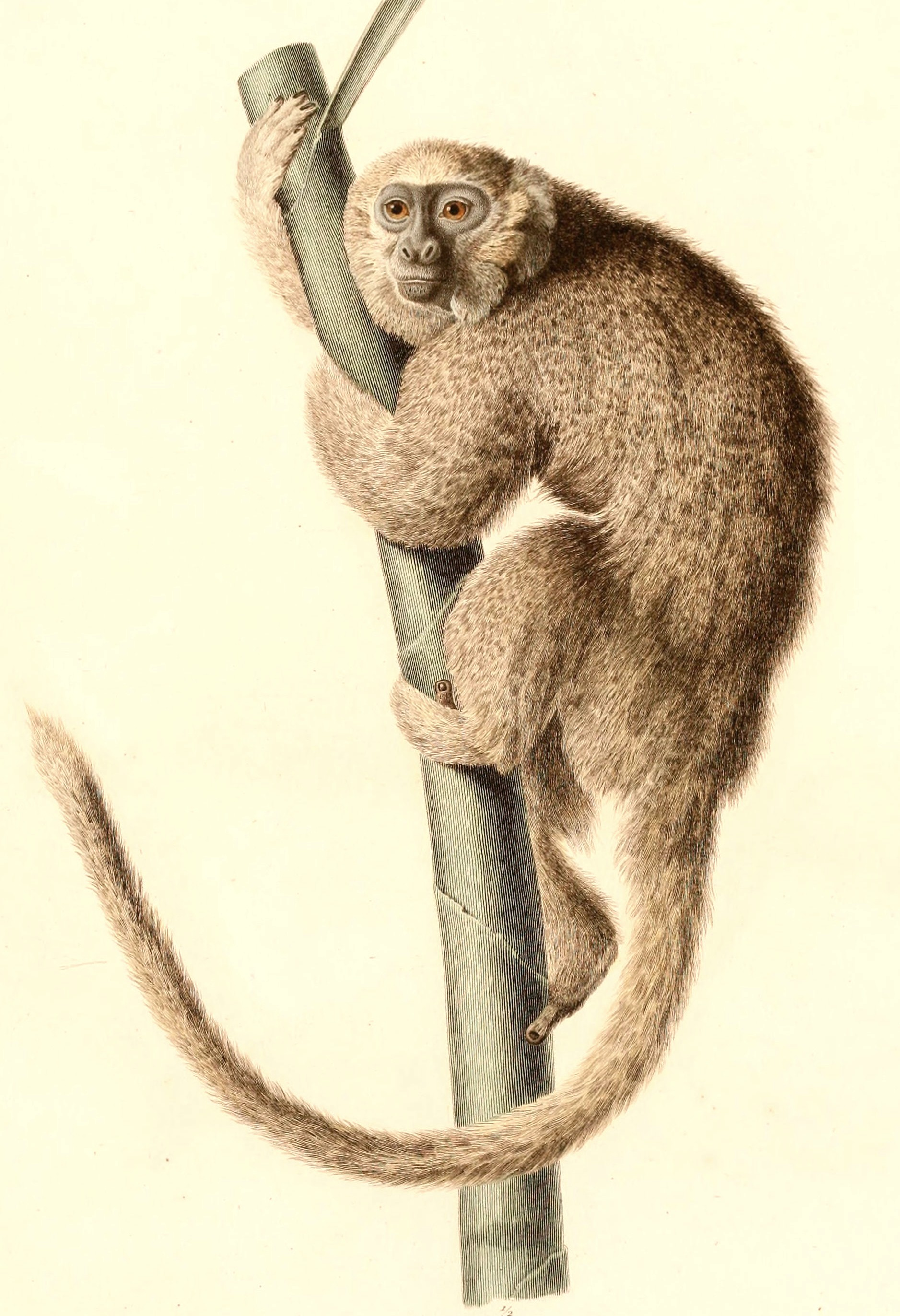
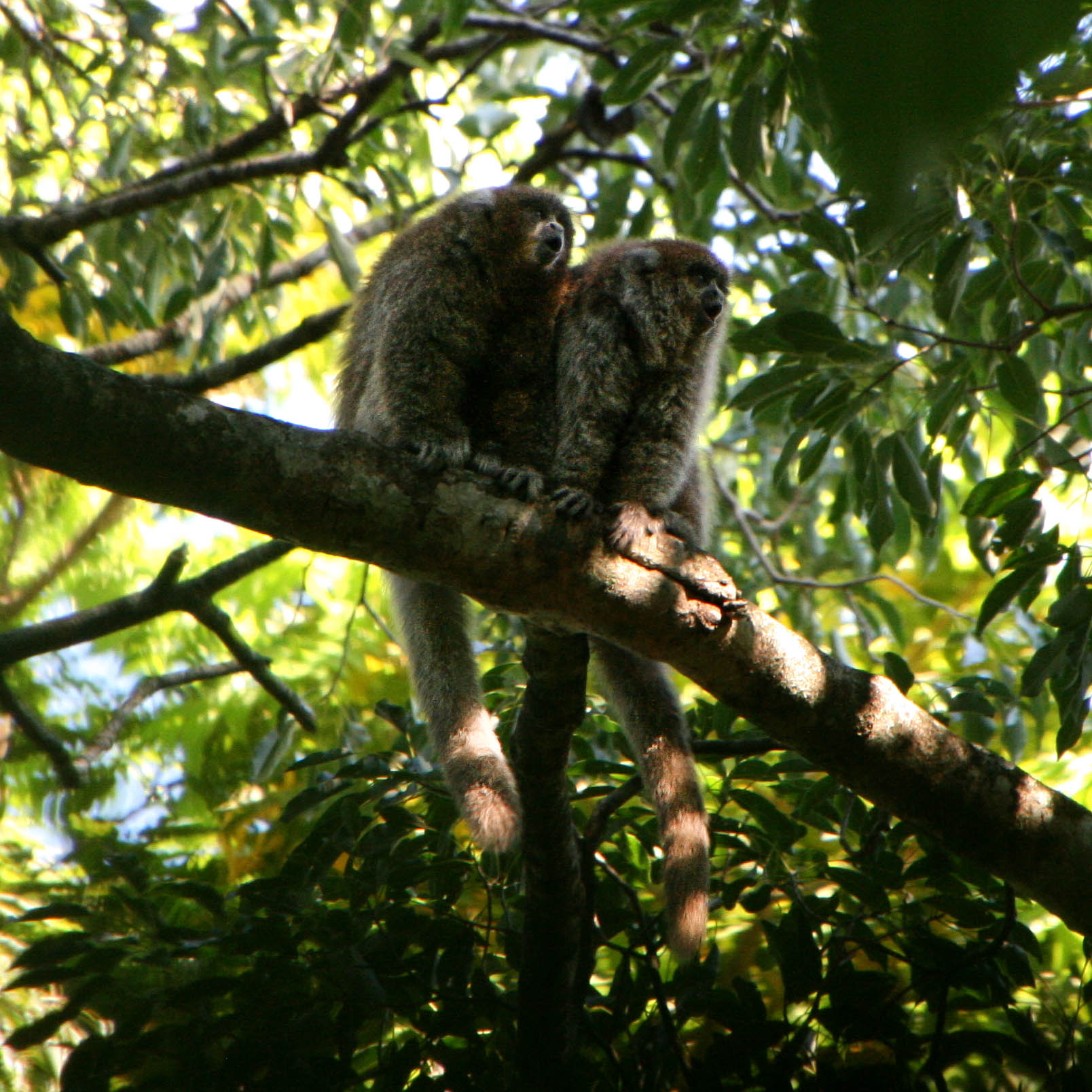